# Styracosaurus
Styracosaurus ("pigget øgle") var en middelstor, planteædende slægt af dinosaurer, der levede i Sen Kridt, for omkring 75-72 millioner år siden. Styracosaurerne kunne blive 5-6 m lange og veje 2-3 ton. Kravepiggene er karakteristiske for styracosaurer og da både Centrosaurus og Pachyrhinosaurus (to andre slægter) havde krogede horn på nakkekraven, har man placeret Styracosaurus i samme underfamilie som disse, Centrosaurinae. Disse dyrs nakkekraver var ikke massive som hos Triceratops, men havde store åbninger i issebenene (Os parietale) der var dækket af læderagtig hud.
Styracosaurernes kravepigge kan have beskyttet dyrenes hals og skuldre mod rovdinosaurernes tænder. Hannerne kan også have anvendt kravepiggene som display og eventuelt har de som kronhjorte kunnet prøve kræfter med hinanden. Det er muligt at styracosaurerne har kunnet løbe og har brugt næsehornet som våben.

## Fundsteder
Arten Styracosaurus albertensis er fundet i Dinosaur Parkformationen i Alberta, Canada og S. ovatus er fundet i Two Medicineformationen i Montana, USA. I Canada er der fundet skeletterne af flere hundrede styracosaurer der tilsyneladende omkom da de skulle krydse en flod. Det har resulteret i en masse løse knogler og kranier.

## Museumseksemplarer
I National Museum of Natural Sciences i Ottawa, Ontario, Canada og i American Museum of Natural History i New York, USA er der opstillet mere eller mindre komplette styracosaurusskeletter.